# 오스카르 코코슈카
오스카르 코코슈카(독일어: Oskar Kokoschka, 1886년 3월 1일 ∼1980년 2월 22일)는 오스트리아의 화가이자 극작가다.

## 생애
도나우의 푀흘라른에서 태어났다. 1904년 빈 응용예술대학교의 급비생(학비 지원을 받아 공부하는 학생)으로 수학하는 한편, 구스타프 클림트가 지도하는 '빈 아틀리에'에 들어가서 환상적인 작풍(作風)의 판화·그림책·플래카드 등을 제작하였다. 1910년 화랑 및 미술잡지 <시투름>의 창립자인 발덴의 초청으로 베를린에 이주하여 그곳에서 표현주의 운동에 참가하였다. 이 시기에는 초상화의 제작이 많았고, 그 심리묘사에까지 육박하는 작풍은 대상으로 하는 인물의 운명을 예언한다는 평을 받아 '화필의 점술사'라 불리었다.
제1차 세계대전에 종군하여 부상을 입었고, 전후에는 1918년∼1924년까지 드레스덴 아카데미에서 교편을 잡았으나 이윽고 유럽·아프리카·중근동 각지를 편력하여 광대한 시야에 입각한 바로크적인 풍경화를 그렸다. 나치의 대두로 정치적인 압박을 받아 1938년 런던으로 망명했으며, 제2차 세계대전 중에는 그곳에서 침략주의에 대항하여 전란의 유럽을 비판하는 경세적(警世的) 작품을 발표했다.
이런 종류의 제작에는 '예술은 언어와 같아서 자아에서 타아(他我)로의 사자(使者)이다'라는 그의 신념이 구체화되었다. 초기의 환상화로는 <바람의 신부>, 초상화는 <포렐 박사상(博士像)>이 있고, 편력시대의 풍경화에 <몬타나>가 있으며 풍자적 작품인 <테레모피레>는 유명하다.
그는 또한 표현주의의 시인, 희곡작가로서도 주목할 작품을 발표하였다. 그는 초기 표현주의극의 개척자로서 <불타는 가시밭>(1911)은 극장소동을 일으키기도 했다. 이 작품은 <살인자, 희망, 여성>과 함께 적나라한 인간남녀의 원존재적 본질을 파헤친 작품이며, 회화(繪畵)도 중요한 표현수단으로 쓰이고 있다.